# Comando das Forças Terrestres Canadenses
O Exército Canadense é o comando responsável pela prontidão operacional das forças terrestres convencionais das Forças Armadas Canadenses. A partir de 2020, o Exército canadense tem 23 000 soldados regulares, 19 000 soldados de reserva (incluindo 5 300 membros dos Rangers canadenses), para um total de 42 000 soldados. O Exército também é apoiado por 3 000 funcionários civis do serviço público. Mantém unidades de forças regulares em bases em todo o Canadá e também é responsável pela Reserva do Exército, o maior componente da Reserva Primária. O comandante do Exército canadense e chefe do Estado-Maior do Exército é o general Wayne Eyre.
 

O nome "Exército Canadense" entrou em uso oficial apenas a partir de 1940; desde antes da Confederação até a Segunda Guerra Mundial a designação oficial era "Milícia Canadense". Em 1 de abril de 1966, como precursor da unificação das forças armadas do Canadá, todas as forças terrestres, mais as unidades táticas da RCAF, foram colocadas sob um novo comando chamado Force Mobile Command (em francês:  Commandement des forces mobiles). O "Exército Canadense" persistiu como uma entidade legal por mais dois anos, antes de se fundir com a Marinha Real Canadense e a Força Aérea Real Canadense. para formar um único serviço chamado Forças Armadas Canadenses. O Comando Móvel da Força foi renomeado Comando Móvel em 1991–92 (com a designação francesa permanecendo a mesma) e Comando da Força Terrestre (em francês:  Commandement des Forces terrestres) em 1993. Em agosto de 2011, o Comando da Força Terrestre voltou ao título anterior a 1968 do exército canadense.